# Lux in tenebris
 Lux in tenebris лат. (изговор:лукс ин тенебрис). Свјетло у мраку. (Јован Крститељ)

## Поријекло изреке
Изрека је дио казивања Јована Крститеља која гласи: "Свејтлост сија у тами, а тама је није схватила".

## Значење
Изрека има значење просијавања духа у мраку незнања, искре слободе у ропству.